# Changgeuk

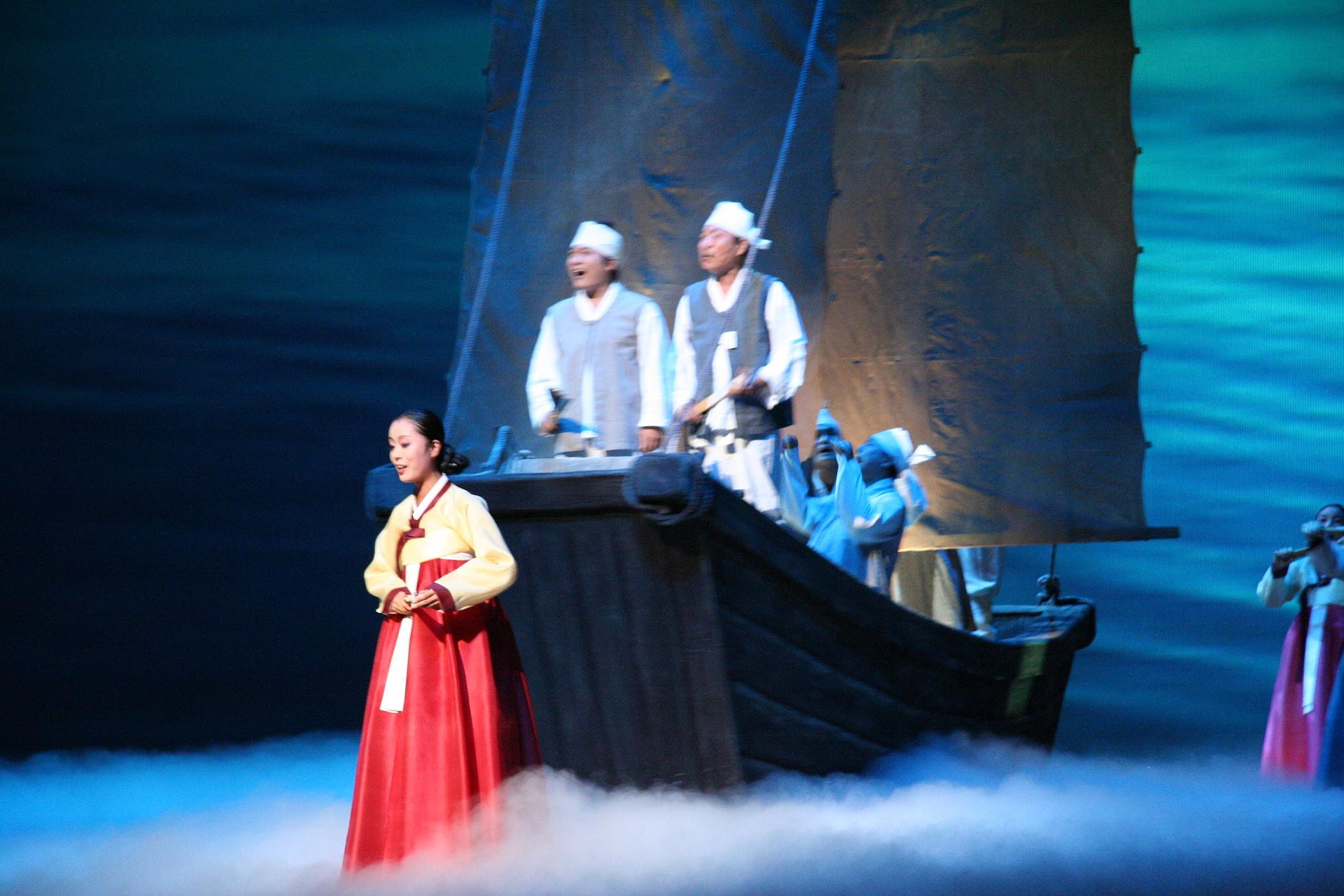
Una actuación de changgeuk titulada Leaving Ship (떠나가는 배).

El changgeuk (en hangul, 창극; en hanja, 唱劇; romanización revisada, Changgeuk; McCune-Reischauer, Ch'angkeuk) es una ópera tradicional coreana que evolucionó a partir del pansori. El changgeuk, influenciado por algunos aspectos de la ópera occidental, narra cautivadoras historias basadas en el folclore coreano. A diferencia del pansori, que es interpretado por un único cantante, el changgeuk cuenta con la participación de varios artistas en su representación. El changgeuk tuvo su histórico debut en 1903 en Hyeopnyulsa, el primer teatro occidental de Corea. La primera puesta en escena de esta ópera fue The Story of Chunhyang, la cual contó con varios actores, incluido Kang Yong-hwan. En 1933, la forma operística del changgeuk se fortaleció con la fundación de la Sociedad de Música Vocal de Joseon. Para estas actuaciones, se utilizaba el típico escenario de teatro occidental, lo que contribuyó a consolidar y popularizar aún más esta fascinante expresión artística.